# Papujînți, Talne
Papujînți (în ucraineană Папужинці) este o comună în raionul Talne, regiunea Cerkasî, Ucraina, formată numai din satul de reședință.

## Demografie
Componența lingvistică a comunei Papujînți
     Ucraineană (97,05%)
     Rusă (2,33%)
     Alte limbi (0,62%)
Conform recensământului din 2001, majoritatea populației comunei Papujînți era vorbitoare de ucraineană (97,05%), existând în minoritate și vorbitori de rusă (2,33%).